# Livedo reticularis
 Mise en garde médicale
Le livedo reticularis est l'aspect dermatologique d'un membre montrant une décoloration pourpre de la peau : les veines forment une apparence mouchetée qui évoque des marbrures. La décoloration provient d'une réduction du débit sanguin des artérioles qui irriguent les capillaires cutanés : le sang, en manque d'oxygène, produit une décoloration bleue. Cette affection peut être liée à une situation qui augmente les risques de caillot sanguin, ce qui correspond à de nombreuses possibilités, tant pathologiques que bénignes ; par exemple l'hyperlipémie, problèmes micro-vasculaires, anémie, carences nutritionnelles, maladies auto-immunes, médicaments ou toxiques.
Le livedo reticularis peut être lié à de graves pathologies sous-jacentes. Les diagnostics possibles correspondent à des maladies hématologiques, auto-immunes (rhumatologiques), cardiovasculaires ou endocrines. Dans la majorité des cas (80%), la biopsie permet de déterminer le diagnostic.
L'étymologie du livedo reticularis provient du latin livere qui signifie bleuâtre et de reticular qui renvoie à l'aspect d'un maillage.